# Kaple (Čelechovice na Hané)
Kaple (německy Rittberg) je vesnice v okrese Prostějov, část obce Čelechovice na Hané. Leží na spojnici mezi Prostějovem a Litovlí na úpatí vrchu Velký Kosíř. Vsí projíždí lokálka Prostějov – Senice na Hané – Olomouc se stejnojmennou zastávkou a je výchozím místem pro výlety na Kosíř.
Na Kapli je hostinec.

## Historie
V druhé polovině 17. století byla na návrší nad Čelechovicemi vystavěna kaple, kolem níž později vznikla osada Kaple. Za panování císaře Josefa II. byl zrušen klášter klarisek v Olomouci (29. ledna 1782), klášterní majetek byl svěřen do správy Náboženského fondu se sídlem na Hradisku u Olomouce. Část pozemků byla v roce 1789 rozdělena mezi chalupníky a domkáře a zčásti byly pozemky využity k založení nové osady Rittberg – dnešní Kaple
Část obce Kaple vznikla na pozemcích rozděleného čelechovického dvora v roce 1789 jako osada s původním názvem Rittberg. V té době tam bylo 10 domků s 57 obyvateli. Pozemková kniha v Prostějově připomíná na Kapli hospodu a kovárnu již v roce 1777. Čilý stavební ruch tam začal již v roce 1784. Název Kaple je odvozen od kaple, která tam byla postavena někdy v 17. století. Později nebyla udržovaná, chátrala a po zrušení kláštera sv. Kláry byla v roce 1788 odsvěcena a rozebrána.
Dříve se jí říkalo Rytířův vrch.

## Obyvatelstvo

### Struktura
Vývoj počtu obyvatel za celou obec i za jeho jednotlivé části uvádí tabulka níže, ve které se zobrazuje i příslušnost jednotlivých částí k obci či následné odtržení.
| Místní části   | Místní části | 1869 | 1880 | 1890 | 1900 | 1910 | 1921 | 1930 | 1950 | 1961 | 1970 | 1980 | 1991 | 2001 | 2011 |
| -------------- | ------------ | ---- | ---- | ---- | ---- | ---- | ---- | ---- | ---- | ---- | ---- | ---- | ---- | ---- | ---- |
| Počet obyvatel | část Kaple   | 134  | 150  | 154  | 177  | 252  | 272  | 283  | 227  | 252  | 227  | 189  | 146  | 148  | 141  |
| Počet domů     | část Kaple   | 20   | 23   | 26   | 31   | 39   | 42   | 49   | 59   | 60   | 60   | 55   | 59   | 60   | 60   |

## Fotogalerie

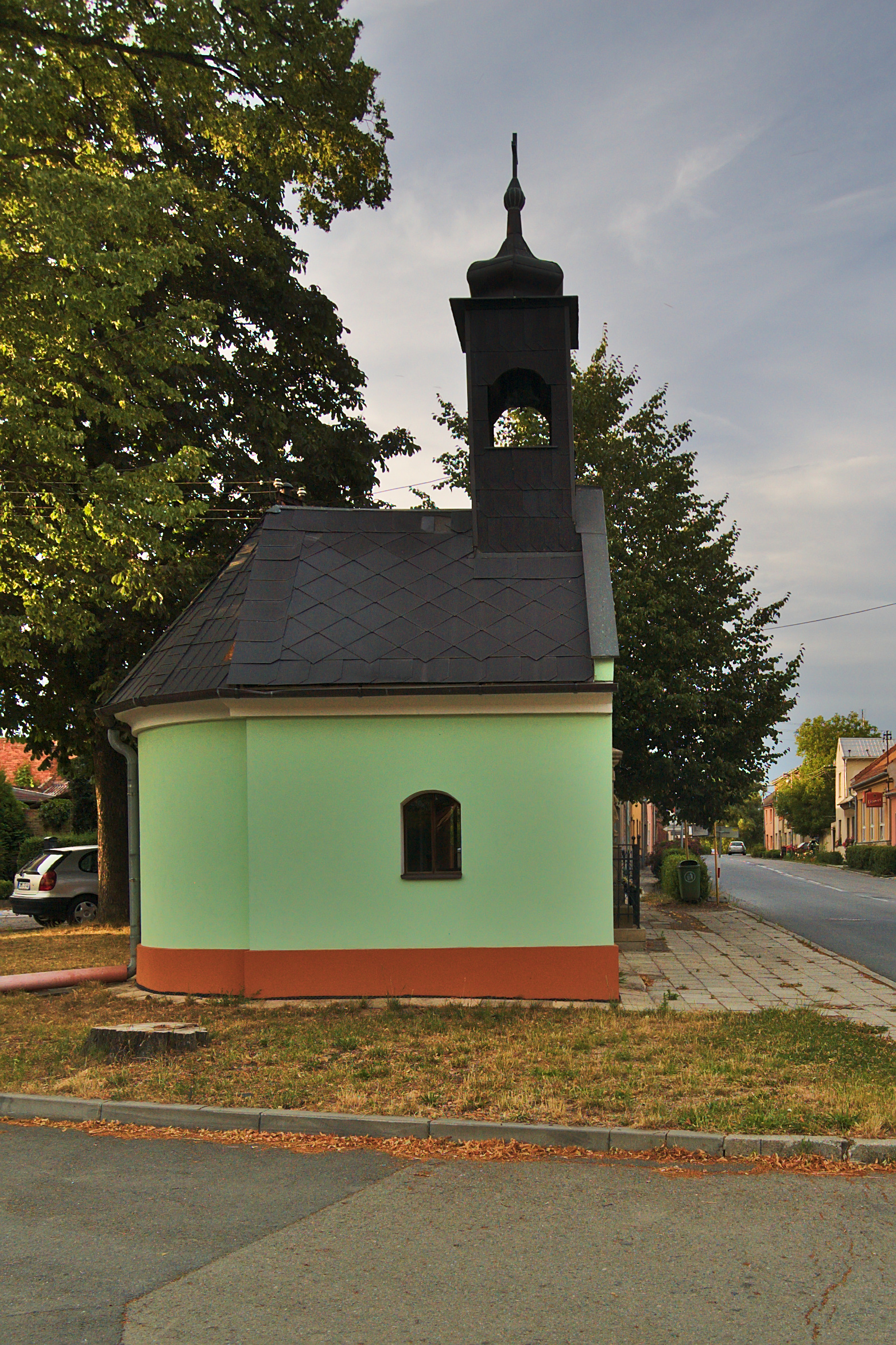
Kaple
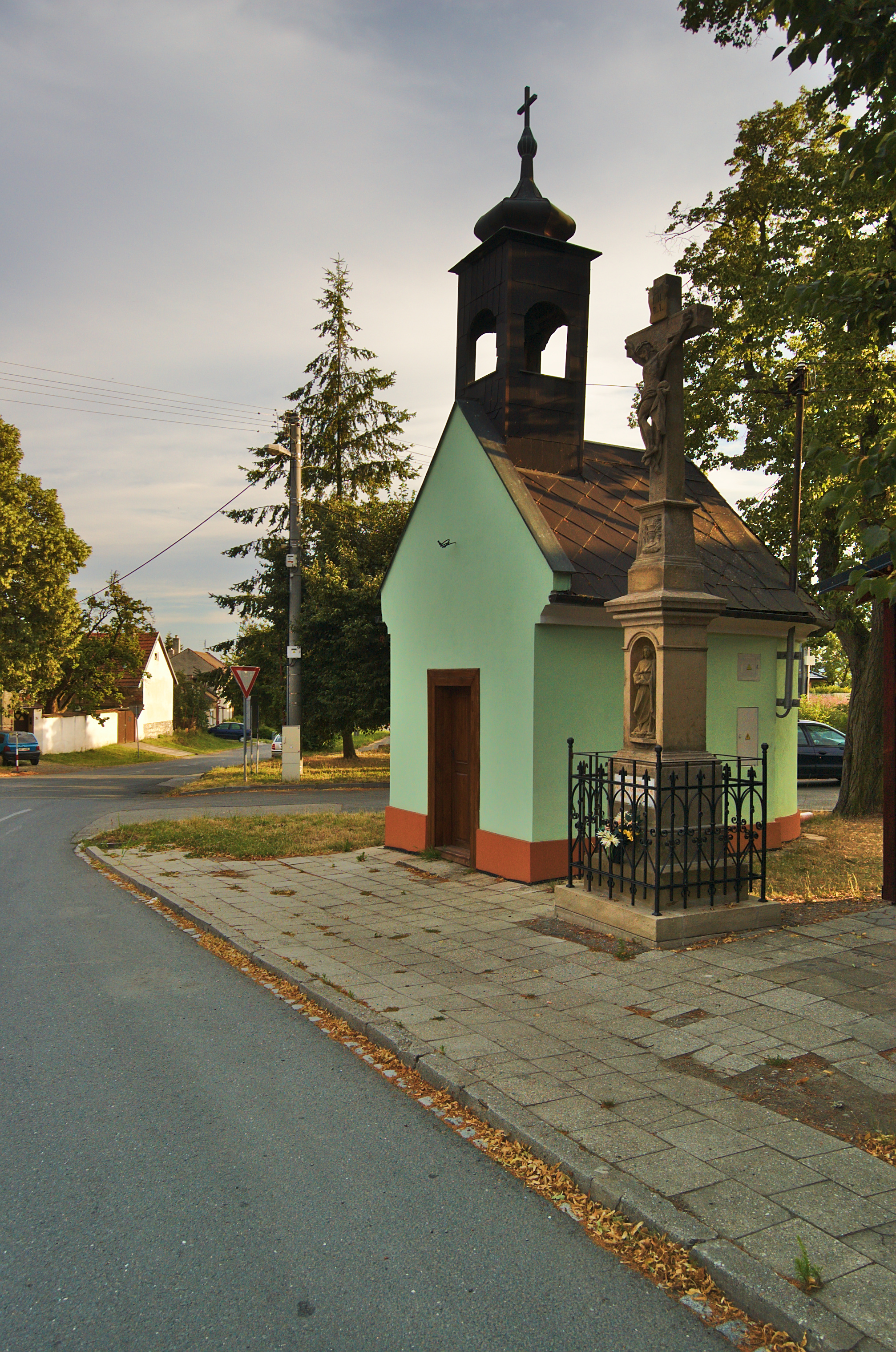
Kříž u kaple
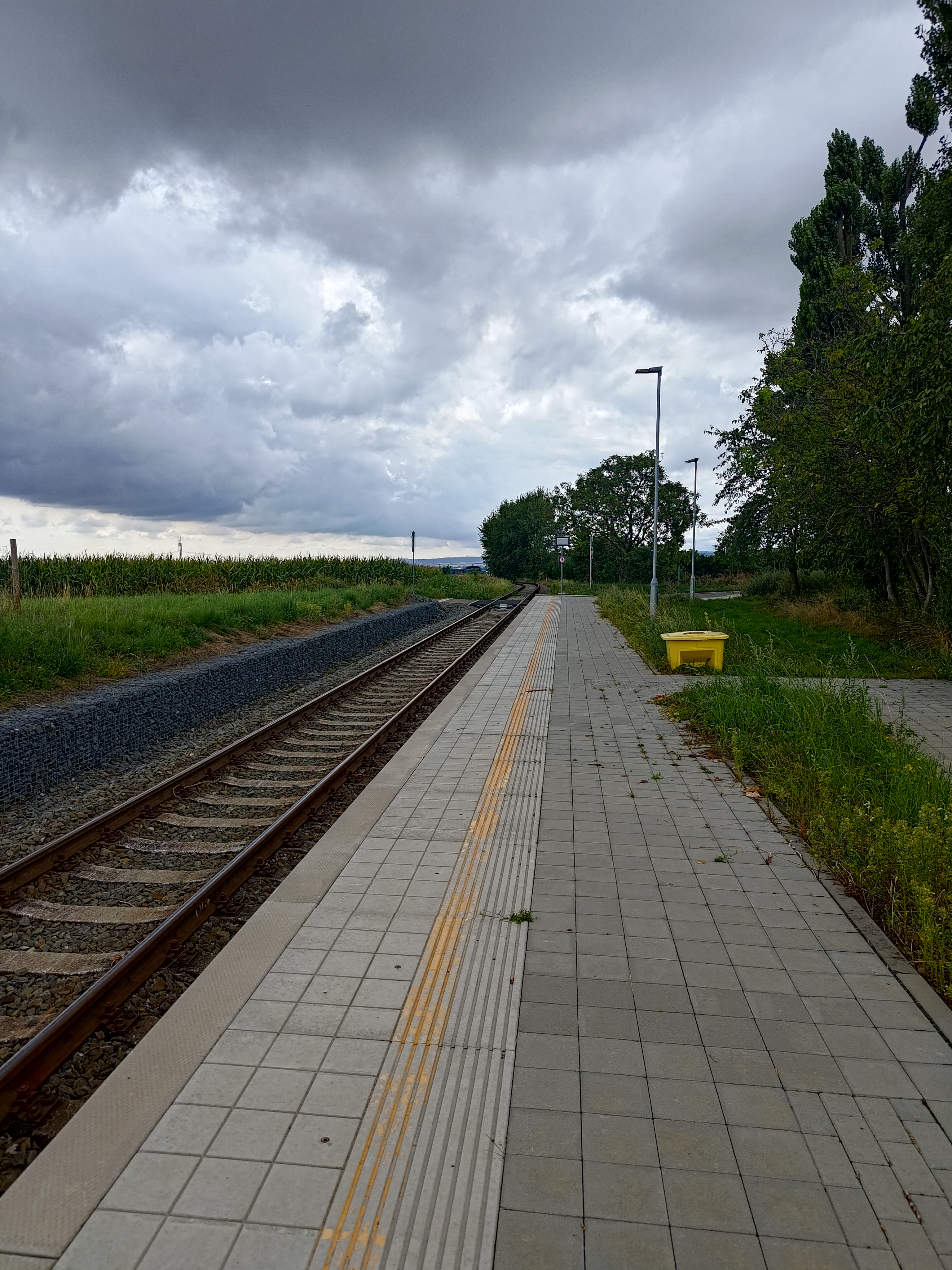
Železniční zastávka
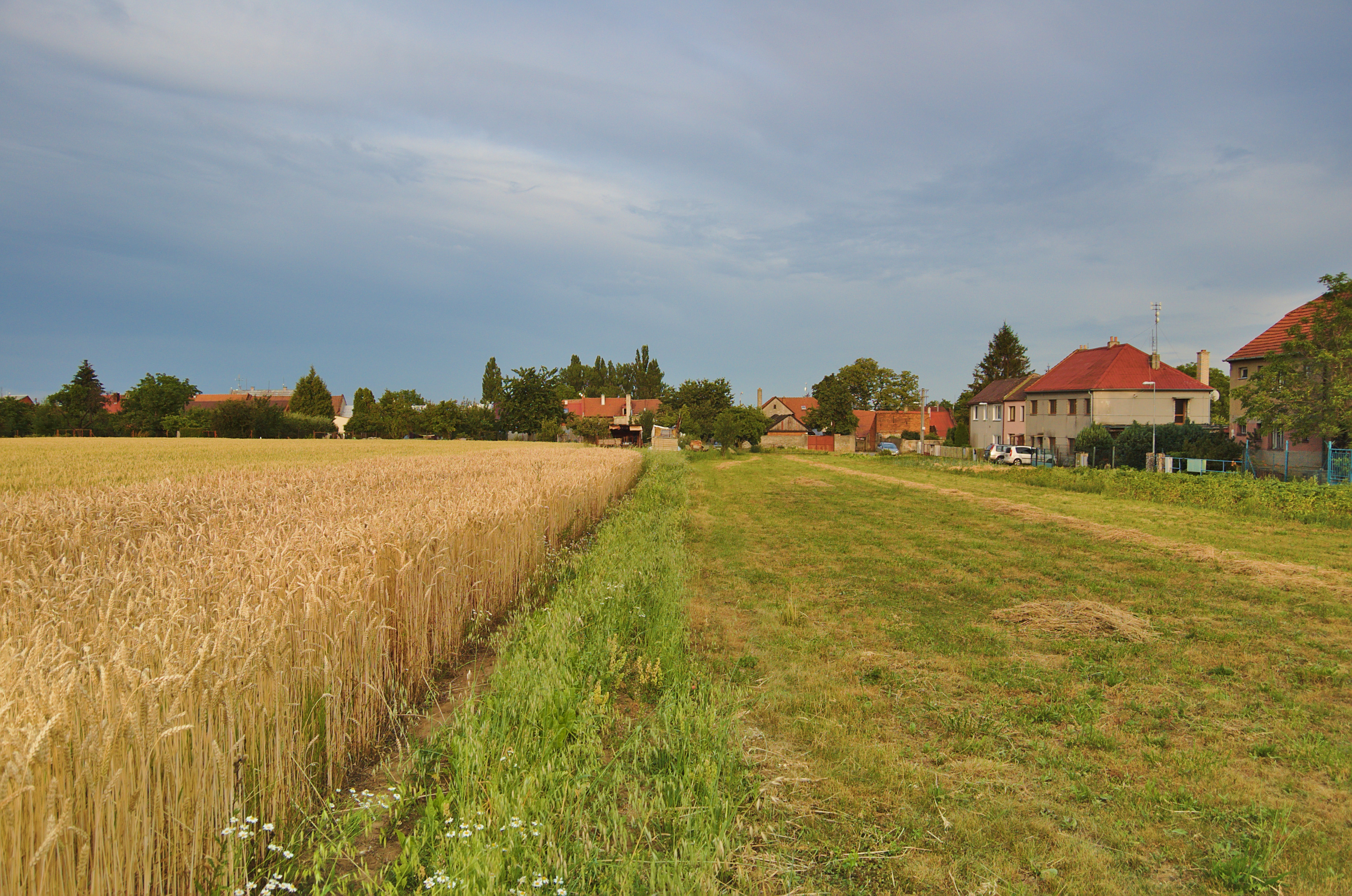
Pohled na obec od západu